# Valóság
A valóság a tudatunktól függetlenül létező dolgok összessége: minden, ami létezik; tágabb értelemben pedig minden, ami valaha létezett és minden, ami jelenleg is létezik. A valóság alapvető jellemzője az, hogy anyagi, tárgyilagos, vagyis független a megfigyelőtől, annak helyzetétől, mozgási állapotától és az eszközöktől, amiket a valóság megfigyelésére a megfigyelő használ, valamint független a megfigyelő ismereteitől, értékítéletétől, nézeteitől is. A valóság megtapasztalásának vannak korlátai, de a megismerésére tehetünk erőfeszítéseket. A tudományos megismerés célja az anyagi valóság feltérképezése. Ám tudjuk, tévedhetünk, vannak ismérvek/kritériumai a valós észlelésnek, amikor nem tévedünk. A kvantummechanika felismerte Heisenberg elvét A tárgyak valósak, ha ugyanazzal a világgal lépnek kölcsönhatásba, abban a világban részesednek, amelyben mi élünk.
Másrészt a valóságot lehet teljesen személyhez kötni, ha a megismerésre gondolunk. Ez a megismerő személyétől teljesen függő, mivel egyéni megismerési képességei adják meg a végső következtetéseit.
Eszerint mindenkinek saját valósága van, ebben él és minden tettben, amikor a valóságával kapcsolatba kerül, azt alakítja is tudat alatt (ösztönösen); gondoljunk a természet, emberek, önmagunk megismerési folyamatára. Minden hatással van mindenre, amivel kapcsolatba kerül. Eszerint folyamatosan változó. Természetesen ez nem zárja ki a végső, teljes, ember számára fel nem fogható valóság létezését, anyagi voltát, és kizárólagosságát.
A tudatunktól független valóságról évezredek óta folyik a filozófiai párbeszéd és vita. Ennek a valóságnak létezéséről, mibenlétéről - lásd: lételmélet (ontológia) - és megismerhetőségéről, illetve a megismerés lehetséges módszereiről - lásd: ismeretelmélet, (episztemológia).
Viszont mindaz ami megfigyelhető(fenomenális), az a tudatunk része lehet.  Az is jelentős kérdés, hogy vajon létezik-e valami a tudatunktól függetlenül, hat-e valóságunkra.

## Igazság
Ha két vagy több személy elfogadja egy esemény vagy tapasztalat valamilyen értelmezését, akkor erről egy konszenzus (egyetértés) alakul ki.  Ha ezt néhány egyén vagy csoport elfogadja, akkor ebben a csoportban ez az értelmezés 'igazsággá' válik. Ez ott evidens (nyilvánvaló). Az egyes csoportok más és más elfogadott igazságokkal bírhatnak. Az elme szemléleti síkjai: tér és idő. Ehhez Kant, I. 12 kategóriát feltételez (a priori): egység, sokaság, összesség, realitás, tagadás/negáció, korlát/limitáció, szubsztancialiás/lényeg, okság, kölcsönviszony, lehetőség, létezés, szükségszerűség.  Erre jó példák a vallások.
Az igazságról alkotott más feltételezések szerint az igazságnak végső, legfelsőbb értelme van, ami független a szubjektív behatásoktól.

## Való élet
A való élet kifejezés, illetve ennek számos más formája a valódi világban eltöltött mindennapi életre hivatkozik. Gyakori forma az internet szleng IRL (In Real Life, vagyis a valódi életben) és RL (Real Life) alkalmazása, a külvilágra vagy valódi világra való hivatkozás, vagy csak egyszerűen a valóságra utalás.
A kifejezést leggyakrabban olyan esetekkel való szembenálláskor használjuk, amikor egy közismert fantázia, fikció vagy egyéb módon a mindennapi, szokványos élettől eltérő világban zajló folyamatról, eseményről van szó. Tipikus ilyen világok az internet virtuális valósága, az álom, az irodalmi művek, filmek, a hallucinációk vagy tévhitek.
Ritkább esetei amikor az iskola befejezése utáni életre utalnak vele, amikor egy gyerek önállóvá válik és a „saját lábán” él: a gyakorlati élet szembeállítása a diákévekkel, és az elméleti tudással.

### Internet
Az internet esetében gyakran használt RL (Real life) kifejezés értelmezése: „nem az interneten”, „az interneten kívül”, mint például egy valódi találkozás leírása egy chat-en megismert személlyel, vagy az internet használatának lehetetlensége valóéletbeli problémák miatt.
Bár az RL és az IRL (In real life) főként angol nyelvterületen elterjedt, ennek ellenére találkozunk vele magyar nyelvi környezetben is. Ez utóbbi kifejezés szinonimája a „szemtől szemben”, vagy a „hús-vér személy” (az internetes, virtuális személyiséggel szemben).